# Dombeya sely
Dombeya sely är en malvaväxtart som beskrevs av Arenes. Dombeya sely ingår i släktet Dombeya och familjen malvaväxter. Inga underarter finns listade i Catalogue of Life.